# Neolecanium pseudoleae
Neolecanium pseudoleae är en insektsart som beskrevs av Rutherford 1915. Neolecanium pseudoleae ingår i släktet Neolecanium och familjen skålsköldlöss.
Artens utbredningsområde är Sri Lanka. Inga underarter finns listade i Catalogue of Life.